# 4015 Wilson-Harrington
Komet Wilson-Harrington ali 107P/Wilson-Harrington  (kot asteroid ima oznako 4015 Wilson-Harrington) je periodični komet/asteroid z obhodno dobo približno 4,3 let.
Komet ima tudi značilnosti asteroida in se ga prišteva med apolonske asteroide.

## Odkritje
Komet sta odkrila 19. novembra 1949 ameriška astronoma Albert George Wilson in Robert George Harrington na Observatoriju Palomar v Kaliforniji, ZDA. Komet so opazili na treh posnetkih, pozneje so komet izgubili. 15. novembra 1979 je ta asteroid, ki tudi prečka Marsov tir, našla ameriška astronomka Eleonor Francis Helin (1932–2009), prav tako na Observatoriju Palomar. Asteroid je dobil oznako 1979 VA, pozneje pa je dobil še številko 4015.

## Značilnosti
Premer kometa/asteroida je 4 km.
Komet ima izsrednost oribližno 0,624, kar je več kot je značilno za asteroide glavnega asteroidnega pasu. Takšna izsrednost je bolj značilna za komete. 13. avgusta 1992 so poročali, da sta asteroid (4015) 1979 VA in komet 107P/Wilson-Harrington isto telo. Ponovni pregled starih posnetkov je pokazal, da so ga posneli že leta 1949. Takrat je kazal znake kometa. Na poznejših posnetkih pa je izgledal kot zvezda. Zaradi tega so tudi mislili, da je neaktivem asteroid, ki kaže občasne izbruhe.
Znanih je še nekaj nebesnih teles, ki kažejo značilnosti asteroidov in kometov. Zgledi: 95P/Hiron (Komet Hiron ali asteroid 2060 Hiron), 133P/Elst-Pizarro (7968 Elst-Pizarro), 174P/Eheklej (60558 Eheklej ali 60558 Echecleus) in 176P/LINEAR (1184019 LINEAR).
Evropsko-japonska vesoljska odprava Marko Polo ima za enega izmed ciljev tudi obisk kometa Wilson-Harrington.
Komet je imel zadnje prisončje  10. junija 2005. Naslednje prisončje bo 22. oktobra 2009, nato pa 5. februarja 2014.